# Leotaek
Leotaek ist ein osttimoresischer Ort im Suco Raifun (Verwaltungsamt Maliana, Gemeinde Bobonaro). Er liegt im Norden der Aldeia Nunutana, auf einer Meereshöhe von 832 m. Östlich befindet sich das Dorf Nunutana und nördlich der Ort Maganutu (Suco Ritabou). Weniger als einen Kilometer nördlich erhebt sich der Leolaco (1913 m).